# Nineta shaanxiensis
Nineta shaanxiensis är en insektsart som beskrevs av C.-k. Yang och X.-k. Yang 1989. Nineta shaanxiensis ingår i släktet Nineta och familjen guldögonsländor. Inga underarter finns listade i Catalogue of Life.